# Petrischaal

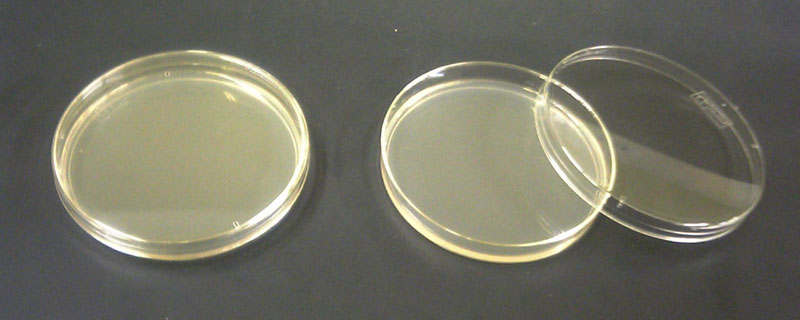
Agarplaten; petrischalen met agar-agar

Een petrischaal is een lage platte ronde glazen- of kunststofschaal met een ruim eroverheen passend deksel. Ze worden vooral gebruikt in de biologie en in de bacteriologie om bacteriekweken mee te verrichten als ze tot op een hoogte van enige millimeters gevuld zijn met een voedingsbodem, maar ook om onder de microscoop biologische monsters mee uit te zoeken, gedrag van insecten of cellen te bestuderen etc. Petrischalen zijn in diameters van enige centimeters tot circa 15 centimeter verkrijgbaar. De hoogte is meestal 1 à 2 centimeter.
Het deksel is nodig om bij bacteriekweken het inwaaien van verontreinigende sporen te verhinderen; de vlakke bodem maakt de schaal geschikt voor microscopisch werk omdat de scherpte door de gelijkblijvende afstand niet steeds hoeft te worden bijgesteld. De schaal is laag omdat ze vooral wordt gebruikt voor fenomenen die zich aan een oppervlak afspelen. Dit maakt haar tevens goed stapelbaar in broedstoofjes.
De petrischaal is genoemd naar de Duitse bacterioloog Julius Richard Petri (1852-1921), die haar in 1877 bedacht toen hij als assistent bij Robert Koch werkte.